# قيطة
قيطة قرية سورية تقع في شمال محافظة درعا وغرب مدينة الصنمين، حيث تبعد عن العاصمة دمشق حوالي 55 كيلو متر وعن محافظة درعا 55 كيلو متر وتقع غرب مدينة الصنمين بحوالي 5 كيلو متر، وتعد عدة طرق للمنطقة.

## الموقع
يحدها من الشمال بلدة كفر شمس ومن الشرق مدينة الصنمين ومن الغرب قرية جدية ومن الجنوب مدينة أنخل، ترتفع عن سطح البحر بحوالي 700 متر.

## تاريخ القرية
تعود قيطة في تاريخها إلى العهد الروماني أو ما قبل ذلك، وكانت في السابق متنزه للقادة الرومان بسبب توفر المياه العذبة في وسطها أو مايسمى بمنطقة العين وتموضع العديد من الآبار الجوفية في محيط هذا العين وانخفاض سهلها عن القرى المحيطة، مما جعلها مركز لتجمع المياه وكانت تزود مياه الشرب فيما سبق للعديد من القرى المحيطة كالصنمين وأنخل وجدية من النبع المتوضع في وسط القرية.
يوجد في قرية قيطة منقطة أثرية تسمى المشراف أو البلدة القديمة، ولكن لا توجد عمليات تنقيبية عن اللقى الأثرية في القرية وإن وجدت بعض اللقى تكون بمجهودات فردية.

## السكان
يعود تاريخ سكان القرية الحالية إلى بداية القرن العشرين حيث كانت في السابق تسكنها أغلبية مسيحية ولكن أخذت تستقطب العديد من العائلات بسبب توفر المياه والنقل والترحال.
كما ويمر من منتصف القرية نهر موسمي أو ما يدعى بوادي أبو الجاج وسبب تسميته بهذا الاسم هو أنه كان قديما يدخل إلى البيوت ويحمل معه كل شي حتى الحيوانات كالدجاج الذي تشيع تربيته فيها.